# 인지심리학자 목록
다음은 인지심리학 분야에 기여한 저명한 학술인 목록이다.
- 데이비드 오스벨
- 앨버트 반두라
- 프레더릭 바틀릿
- 에런 벡
- 제롬 브루너
- 노엄 촘스키
- 안토니오 다마지오
- 헤르만 에빙하우스
- 앨버트 엘리스
- 대니얼 카너먼
- 이정모 (1944년)
- 엘리자베스 로프터스
- 알렉산더 루리아
- 조지 아미티지 밀러
- 율릭 나이서
- 앨런 뉴얼
- 시모어 페퍼트
- 장 피아제
- 스티븐 핑커
- 엘리노어 로쉬
- 허버트 사이먼
- 로버트 스턴버그
- 래리 스콰이어
- 엔델 툴빙
- 아모스 트버스키
- 레프 비고츠키